# Jalen Williams
Jalen Devonn Williams (* 14. April 2001 in Denver, Colorado) ist ein US-amerikanischer Basketballspieler.

## Karriere
Nachdem Williams drei Jahre für Santa Clara University gespielt hatte, meldete er sich zum NBA-Draft 2022 an und wurde von den Oklahoma City Thunder an 12. Stelle ausgewählt. Nach einer guten Rookiesaison wurde Williams in das NBA All-Rookie First Team gewählt und landete bei der Wahl zum NBA Rookie of the Year Award hinter Paolo Banchero auf dem zweiten Platz.

## Auszeichnungen
- 1× NBA All-Star: 2025
- 1× All-NBA Team: 2025
- 1× NBA All-Defensive Team: 2025
- NBA All-Rookie First Team: 2023

## Persönliches
Williams jüngerer Bruder Cody Williams spielte für die University of Colorado at Boulder und wurde beim NBA-Draft 2024 von den Utah Jazz an 10. Stelle ausgewählt.

## Karriere-Statistiken
| Legende | Legende                                        | Legende | Legende                                                     | Legende | Legende                                          |
| ------- | ---------------------------------------------- | ------- | ----------------------------------------------------------- | ------- | ------------------------------------------------ |
| GP      | Absolvierte Spiele (Games played)              | GS      | Spiele von Beginn an (Games started)                        | MPG     | Absolvierte Minuten pro Spiel (Minutes per game) |
| FG %    | Wurfquote aus dem Feld (Field-goal percentage) | 3P %    | Wurfquote Drei-Punkte-Würfe (3-point field-goal percentage) | FT %    | Freiwurfquote (Free-throw percentage)            |
| RPG     | Rebounds pro Spiel (Rebounds per game)         | APG     | Assists pro Spiel (Assists per game)                        | SPG     | Steals pro Spiel (Steals per game)               |
| BPG     | Blocks pro Spiel (Blocks per game)             | PPG     | Punkte pro Spiel (Points per game)                          | FETT    | Karriere-Bestmarke                               |

### NBA

#### Regular Season
| Saison  | Team          | GP  | GS  | MPG  | FG % | 3P % | FT % | RPG | APG | SPG | BPG | PPG  |
| ------- | ------------- | --- | --- | ---- | ---- | ---- | ---- | --- | --- | --- | --- | ---- |
| 2022–23 | Oklahoma City | 75  | 62  | 30.3 | .521 | .356 | .812 | 4.5 | 3.3 | 1.4 | 0.5 | 14.1 |
| 2023–24 | Oklahoma City | 71  | 71  | 31.3 | .540 | .427 | .814 | 4.0 | 4.5 | 1.1 | 0.6 | 19.1 |
| Gesamt  | Gesamt        | 146 | 133 | 30.8 | .532 | .395 | .813 | 4.2 | 3.9 | 1.3 | 0.5 | 16.5 |

#### Play-offs
| Saison  | Team          | GP | GS | MPG  | FG % | 3P % | FT % | RPG | APG | SPG | BPG | PPG  |
| ------- | ------------- | -- | -- | ---- | ---- | ---- | ---- | --- | --- | --- | --- | ---- |
| 2023–24 | Oklahoma City | 10 | 10 | 37.7 | .469 | .385 | .815 | 6.8 | 5.4 | 1.7 | 0.5 | 18.7 |
| Gesamt  | Gesamt        | 10 | 10 | 37.7 | .469 | .385 | .815 | 6.8 | 5.4 | 1.7 | 0.5 | 18.7 |